# لورنزو ریکلمی
لورنزو ریکِلمی (به انگلیسی: Lorenzo Richelmy)؛ زادهٔ ۲۵ مارس ۱۹۹۰) یک هنرپیشه اهل ایتالیا است. از فیلم‌ها و سریال‌هایی که او در آن ایفای نقش کرده است می‌توان از مارکو پولو و رنگین کمان: یک موضوع خصوصی نام برد.

## زندگی
ریکلمی در لا اسپتزیا از پدر و مادری به نام «مارکو» و «وی‌وین» به دنیا آمد و در چهار سالگی همراه خانواده‌اش به رم نقل مکان کرد. او در دبیرستان کلاسیک «جووانی پائولو دوم» در اوستیا لیدو تحصیل کرد. ریکلمی که حرفه‌ی بازیگری را از کودکی آغاز کرده بود، جوان‌ترین بازیگری است که تاکنون در «مرکز تجربی سینما» پذیرفته شده است.